# UTC+5:45
UTC+5:45 е часово отместване използвано:

## Като стандартно време през цялата година
- Непал: от 1986 г. насам.

## Други
UTC+5:45 е една от само три часови зони с 45-минутно отместване от UTC. Другите две са UTC+12:45, използвана на островите Чатъм, и UTC+8:45, използвана неофициално в някои населени места в Австралия.